# Вольфганг Шварцкопф
Вольфганг Шварцкопф (нім. Wolfgang Schwarzkopf; 10 січня 1921, Берлін — ?) — німецький офіцер-підводник, оберлейтенант-цур-зее крігсмаріне.

## Біографія
1 грудня 1939 року вступив на флот. В 1941 році пройшов курс підводника і практику вахтового офіцера на підводному човні U-202. В березні-серпні 1942 року — додатковий вахтовий офіцер на U-605. З 16 жовтня 1942 року — 1-й вахтовий офіцер на U-340. У вересні-грудні 1943 року пройшов курс командира човна. З 13 грудня 1943 по 8 квітня 1944 року — командир U-2, з 12 травня по 5 серпня 1944 року — U-21, з 6 серпня по 18 грудня 1944 року — U-704. В березні-травні 1945 року служив в 3-й навчальній дивізії підводних човнів і рятувальній команді ВМС.

## Звання
- Кандидат в офіцери (1 грудня 1939)
- Морський кадет (1 травня 1940)
- Фенріх-цур-зее (1 листопада 1940)
- Оберфенріх-цур-зее (1 листопада 1941)
- Лейтенант-цур-зее (1 травня 1942)
- Оберлейтенант-цур-зее (1 грудня 1943)